# Захарна палма
Захарните палми (Arenga pinnata) са вид растения от семейство Палмови (Arecaceae).
Таксонът е описан за пръв път от Елмър Дрю Мерил през  година.